# František Čuba
František Čuba (23. ledna 1936 Březová – 28. června 2019) byl český agronom, vysokoškolský pedagog a politik, známý jako předseda JZD Slušovice. V letech 2012 až 2016 působil jako zastupitel a člen Rady Zlínského kraje, od roku 2013 byl poradcem prezidenta republiky pro oblast zemědělství a hospodářství. V říjnu 2014 byl jakožto člen SPO zvolen senátorem za obvod č. 78 – Zlín. Od roku 2016 se neúčastnil jednání Senátu, na mandát rezignoval 28. února 2018.

## Životopis
Narodil se v obci Březová, obci vzdálené 2,5 km od Slušovic. Vystudoval střední školu v Rožnově pod Radhoštěm. V roce 1960 promoval na Vysoké škole zemědělské v Praze, provozně-ekonomické fakultě. Poté působil jako agronom v JZD Březůvky. Následně pracoval na Okresním národním výboru v Gottwaldově (nyní Zlín) jako zástupce vedoucího zemědělského odboru.[zdroj?] Přes mnohé spory a neustálé kontroly ze strany komunistického režimu od poloviny šedesátých let postupoval po žebříčku KSČ až do zemědělské komise ústředního výboru. Řadu let působil v České komisi pro vědeckotechnický a investiční rozvoj.
V letech 1963 až 1990 byl předsedou JZD Slušovice. Je považován za člověka, který podnik změnil v gigant s obratem několika miliard korun. V řízení zavedl nové prvky hodnocení pracovníků, stimulační faktory – seberealizační, hmotné zainteresovanosti, morálního ocenění, radosti z práce apod. V roce 1989 dosahoval Agrokombinát Slušovice obratu 7 miliard a ročního zisku téměř 850 milionů. Tehdejšími pracovníky, kteří na éru Slušovic dle svých slov vzpomínají zpravidla jako na úžasné a nezapomenutelné období, jsou jako hlavní přednosti docenta Františka Čuby jmenovány tyto: sociální cítění, vizionář, geniální podnikatel, řídící pracovník. Pravidelnými návštěvníky JZD Slušovice byly výpravy z celého světa, které sledovaly například v průměru až trojnásobnou produkci krav oproti zažitým standardům. Za úspěchem podniku podle něj bylo využívání vědeckých a technických poznatků.
Jako předseda JZD Slušovice se v roce 1989 setkal s Donaldem Trumpem.
V roce 2011 byl František Čuba při 750. výročí Slušovic oceněn.
V roce 1990 se měl Čuba s dalšími spolupracovníky údajně dopustit protiprávního jednání tím, že bez souhlasu Státní banky československé umožnili ve vnitropodnikové bance družstva vznik soukromých kont i pro klienty, kteří nebyli členy družstva. V roce 1998 mu za to byl uložen trest odnětí svobody na jeden rok s tříletou podmínkou, Čuba se odvolal a v roce 2000 byl obžaloby zproštěn.
Z funkce předsedy agrokombinátu odstoupil den po projevu prezidenta Václava Havla k výročí okupace v roce 1968, proneseném na Václavském náměstí v Praze 21. srpna 1990, kde Havel mj. řekl: „Za vším se skrývají chapadla neviditelných mafií, které se snaží kšeftovat s majetkem, který jim nepatří, ustavují podezřelé akciové společnosti a hledají cesty, jak bezpečně ulít nelegálně získaný kapitál. Krajně temné slušovické žilky nenápadně prorůstají celým naším potravinářstvím.“
V roce 1999 natočil Robert Sedláček dokumentární film František Čuba: Slušovický zázrak.
V roce 2004 vyhlásil soud konkurs na Čubovu společnost Agro Avan, jednu z nástupnických firem podnikajících s majetkem původního družstva. Agro Avan se dostala do úpadku kvůli dluhům ve výši desítek milionů korun za nedodržení podmínek pro vývoz potravinářské pšenice a másla. Čuba podal trestní oznámení pro podvod směřované na neznámého pachatele uvnitř Státního fondu tržní regulace v zemědělství, které ale policie odložila. Čuba pak neuspěl ani s žalobou proti postupu policie a státního zastupitelství k Ústavnímu soudu.
Později[kdy?] odešel do důchodu, v něm se ale věnoval také přednášení na vysokých školách.
V únoru 2013 mu nabídl budoucí prezident Miloš Zeman místo poradce prezidenta v oblasti zemědělství a hospodářství, které Čuba přijal. Zdravotní problémy se u něj projevily v polovině roku 2016, kdy se naposledy objevil v Senátu, kam byl zvolen za SPO. V únoru 2018 se mandátu vzdal. Zdůvodnil to tlakem, jemuž čelil kvůli dlouhodobé absenci na jednání horní komory. František Čuba zemřel 28. června 2019.

### Politická kariéra
V roce 1956 se stal členem KSČ, už v době studia na vysoké škole. Postupně pracoval ve výboru ZO KSČ ve Slušovicích, dále v plénu a předsednictvu OV KSČ Gottwaldov. V roce 1989 byl jmenován členem zemědělské komise ÚV KSČ. Vždy zdůrazňoval, že je podnikatel a že podnikat se dá za jakéhokoliv režimu. Socialistického i kapitalistického. Jeho spory s režimem KSČ a tehdejším prezidentem Gustávem Husákem popisuje dokumentární film František Čuba: Slušovický zázrak. V roce 2010 prohlásil, že se za své členství v KSČ nestydí.
V roce 2010 oznámil Miloš Zeman jeho kandidaturu za Stranu Práv Občanů ZEMANOVCE, která se tehdy neúspěšně pokusila vstoupit do Parlamentu České republiky. V krajských volbách 2012 z posledního místa na kandidátce uspěl a stal se zastupitelem a radním pro oblast zemědělství a spolupráce s východními trhy. Připravoval projekt zemědělsko-potravinářského kombinátu v prázdné průmyslové zóně v Holešově. Představil také koncepci tzv. zemědělských koncernových podniků, které by měl vybudovat každý kraj v republice a které by tak každému kraji zajistily svou komplexní produkcí samostatnost v této oblasti.
V předčasných sněmovních volbách v roce 2013 byl rovněž na kandidátce SPOZ. Získal nejvyšší počet preferenčních hlasů, ale SPOZ nepřekročila celorepublikově ani na Zlínsku pětiprocentní hranici.
Ve volbách do Senátu PČR v roce 2014 kandidoval za Stranu Práv Občanů v obvodu č. 78 – Zlín. Se ziskem 23,89 % hlasů vyhrál těsně první kolo, a postoupil tak do kola druhého. O týden později jej vyhrál se ziskem 54,01 %, a porazil tak dlouholetou senátorku České strany sociálně demokratické Alenu Gajdůškovou, která získala 45,98 % hlasů. V průběhu předvolební kampaně slíbil, že se v případě svého vítězství vzdá funkce radního Zlínského kraje. V květnu 2015 však oznámil, že tento slib dodržet nehodlá. Důvodem je podle něj zájem o udržení koalice ve vedení kraje a zachování pevných vazeb mezi koaličními stranami. Nakonec dne 13. června 2016 na posty radního i krajského zastupitele rezignoval. Důvodem dle jeho slov bylo, že funkční období už skoro končí a bude se také moci věnovat práci v Senátu.
V polovině roku 2016 se u něj projevily zdravotní problémy, v Senátu PČR se objevil naposledy v srpnu 2016. I nadále mu však na účet chodily plný plat a náhrady, v nichž bylo také cestovné do Prahy. V polovině června 2017 se tak už jednalo o období dlouhé 9 měsíců. Dne 14. června 2017 předal předseda SPO Jan Veleba dopis předsedovi Senátu PČR Milanu Štěchovi, v němž se Čuba vzdal platu i cestovních náhrad. Mandát si však ponechal, úřadovat chtěl ze Zlína. Podle Štěcha však toto řešení nebylo z právního hlediska možné. V únoru 2018 oznámil v dopise svou rezignaci na post senátora ke konci měsíce. Jako důvody uvedl silný tlak a nepříjemné útoky, kterým byl vystaven nejen on, ale i jeho příbuzní a přátelé. Svou rezignaci Čuba oznámil rok a půl poté, co se naposledy zúčastnil zasedání Senátu. I přesto mu náleželo odchodné ve výši 303 600 Kč.

## Soukromý život
Byl ženatý, měl dcery Ludmilu, Janu a syna Rostislava, první dcera zemřela. Zemřel dne 28. června 2019 ve věku 83 let.

## Ocenění
V roce 1962 mu byla udělena medaile Za službu vlasti, v roce 1978 státní vyznamenání Za vynikající práci, v roce 1986 Řád práce a v roce 1989 titul Hrdina socialistické práce.
Dne 28. října 2013 ho prezident Miloš Zeman vyznamenal medailí Za zásluhy.